# Regno di Cartalia
Il Regno di Cartalia (in georgiano ქართლის სამეფო?, Kartlis Samepo ), anche noto come Kartli, fu una delle tre monarchie sorte nel XV secolo, in seguito alla dissoluzione del Regno di Georgia unitario. Dipendente per lungo tempo dalla Persia safavide, lo Stato cessò di esistere nel 1762, quando si fuse con il vicino Regno di Cachezia. Ebbe come capitale Tbilisi.

## Storia

### I conflitti nazionali
Nel XV secolo la crisi del Regno di Georgia condusse ad un alto grado di instabilità sociale e di separatismo feudale. Come conseguenza di questi problemi il paese sprofondò in frequenti guerre civili. La sconfitta del re Giorgio VIII nella battaglia di Chikhori (1463) ad opera del nobile ribelle Bagrat, il quale si era già proclamato re d'Imerezia, segnò l'inizio della disgregazione definitiva dello Stato unitario fondato da Bagrat III nel lontano 1008.
Nel 1465 Giorgio VIII fu catturato da Qvarqvare II Jaqeli, l'atabeg di Samtskhe-Saatabago. Cogliendo l'occasione, Bagrat ne approfittò per proclamarsi immediatamente anche re di Cartalia, regione di cui acquisì l'effettivo controllo nel 1466. A questo punto Kvarkvare, temendo che Bagrat stesse conquistando troppo potere, rilasciò Giorgio VIII. Il sovrano, tuttavia, si dimostrò incapace di reclamare la corona e riuscì soltanto a proclamarsi re di Cachezia, incrementando in tal modo la frammentazione del paese.
Bagrat VI continuò a regnare sulla Cartalia fino al 1478, quando fu sfidato dal nuovo pretendente al trono Costantino II e morì. Il conflitto inter-feudale si protrasse anche durante il regno di Costantino, il quale perse nel 1483 la battaglia di Aradeti contro Kvarkvare II Jaqeli, dando al figlio di Bagrat VI, Alessandro II di Imerezia, l'opportunità utile per proclamarsi re di tutta la Georgia occidentale nel 1484.
I tentativi realizzati da Costantino II nel 1489, tesi a ripristinare il suo dominio su un regno unitario di Imerezia e Cartalia, si rivelarono privi di efficacia. Nel 1490 egli fu infine costretto a riconoscere il definitivo frazionamento del Regno di Georgia in entità statali distinte: i regni di Cartalia, Cachezia ed Imerezia, ed i principati di Abcasia, Guria, Meschezia, Mingrelia e Svanezia.
Sfortunatamente il riconoscimento delle monarchie rivali non condusse ad una pace tra i tre regni, peraltro tutti guidati da membri della dinastia Bagration. Subito dopo essere giunto al potere, Giorgio II di Cachezia lanciò un'incursione contro la Cartalia, allo scopo di deporre il re Davide X e conquistare il suo regno. Il fratello di Davide, Bagrat, organizzò una difesa efficace e riuscì a catturare Giorgio II grazie ad un'imboscata. Davide X dovette fronteggiare anche delle incursioni provenienti da occidente, volute da Alessandro II d'Imerezia. Nel 1513 Davide X conquistò la Cachezia, sebbene solo per breve tempo. Infatti, il Regno di Cachezia fu ripristinato nel 1520 da Leone, figlio ed erede di Giorgio II, sostenuto dai nobili locali.

### Le relazioni estere
Sin dal XV secolo la Georgia si era trovata schiacciata da due vicini aggressivi, l'Impero ottomano e quello safavide. Fu proprio la Persia dei safavidi a rappresentare la principale minaccia militare agli occhi dei re di Cartalia. L'Impero safavide conquistò Tbilisi nel 1536 e ne mantenne il controllo per due anni. Dal 1541 al 1544 lo scià Tahmasp I intraprese quattro campagne militari contro la Georgia. Egli prese delle fortezze in Cartalia, dove stabilì le sue guarnigioni, e riconquistò Tbilisi nel 1548.
Sia i safavidi che gli ottomani penetrarono in Georgia con l'obiettivo di sancire la propria signoria sulla Transcaucasia. Dopo mezzo secolo di conflitti i due imperi si accordarono nel 1555, attraverso la Pace di Amasya. Con questo trattato la regione del Caucaso fu divisa in distinte sfere d'influenza. Fu così che la Cartalia, la Cachezia e la parte orientale della Meschezia finirono nella sfera d'influenza safavide, mentre l'Imerezia, i suoi principati vassalli e la zona occidentale della Meschezia si trovarono sotto la signoria ottomana.
Il re di Cartalia Luarsab I rifiutò di riconoscere i termini del trattato e, in alleanza con Bagrat III d'Imerezia, tentò di preservare la sovranità del suo regno. Al fine di domare la volontà del sovrano, lo scià inviò un esercito guidato da Shahverdi Khan Zyadoghlu Qajar, beylerbey di Ganja e Karabakh. Nella battaglia di Garisi le armate di Luarsab riuscirono ad avere la meglio, ma il re rimase ferito e morì.
Simone I, figlio del sovrano deceduto, continuò la guerra fino a quando non fu catturato ed imprigionato. Al suo posto i safavidi misero sul trono il fratello Davide XI, convertito all'Islam. In tal modo la Persia poté stabilire il proprio dominio sul Regno di Cartalia. Davide XI, chiamato anche Daud Khan, era tenuto a pagare un tributo annuale di ventimila ducati ai suoi signori. Per circa due secoli i re di Cartalia e quelli di Cachezia dovettero sottostare al potere safavide, nonostante i frequenti tentativi di affrancarsi dal giogo musulmano.
A dispetto del trattato di Amasya, ottomani e safavidi continuarono a scontrarsi. Nel 1578 un'armata ottomana guidata da Lala Mustafa Pascià sconfisse i persiani e tentò di acquisire il controllo dell'intera Transcaucasia. La Persia rispose liberando Simone I e inviandolo in Georgia, mentre suo fratello Davide XI, dopo aver lasciato cadere le fortezze in mano turca, fuggì a Istanbul. Simone intraprese una guerriglia contro i principi georgiani che avevano accettato la signoria ottomana. Aiutato dall'ammutinamento nelle file turche, nel 1579 Simone riconquistò la maggioranza del territorio, con la notevole eccezione della cittadella di Tbilisi. Poi affrontò Alessandro II di Cachezia, che aveva tradito i safavidi per gli ottomani, e lo sconfisse a Jotori. Poco dopo Simone fronteggiò un'altra incursione turca.

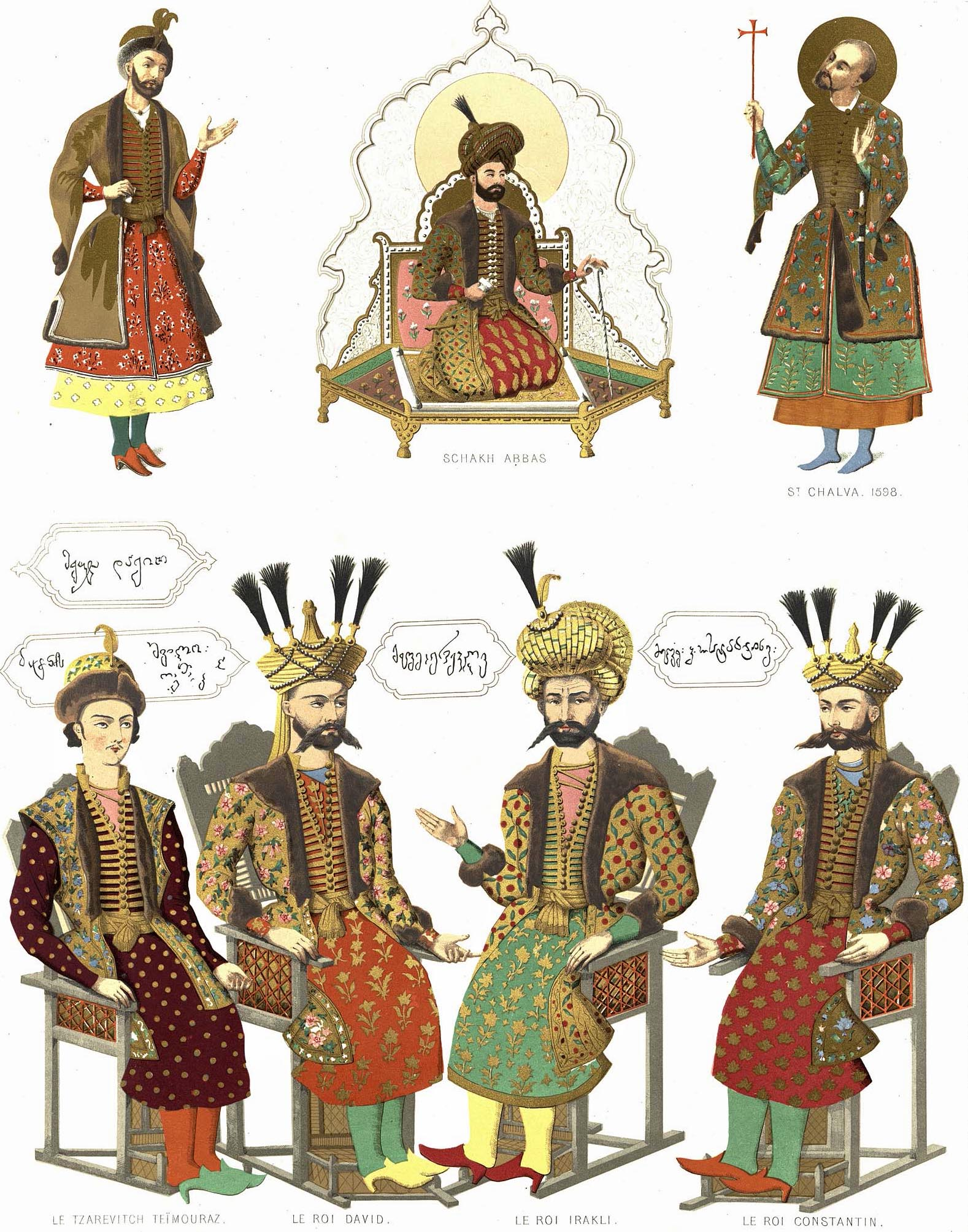
Litografia di Grigorij Gagarin raffigurante, tra gli altri, lo scià 'Abbas I e i re di Cartalia Costantino II, Davide X, Davide XI e Simone I

Nel 1582 Simone riconquistò la cittadella di Tbilisi. Successivamente reintegrò suo genero Manuchar come atabeg di Meschezia ed arrivò a conquistare quasi tutta l'Imerezia. Questa riaffermazione del potere cartaliano infastidì i nobili della Mingrelia, i quali sorpresero Simone e lo sconfissero. Il re poi finì per essere imprigionato ad Istanbul.
Nell'ultimo decennio del XVI secolo i persiani furono costretti a riconoscere il momentaneo predominio turco sulla Transcuacasia. Tuttavia, nel 1602 lo scià 'Abbas I decise di riprendere l'offensiva anti-ottomana e chiese a Giorgio X di Cartalia e ad Alessandro II di Cachezia di unirsi alla campagna militare, ottenendo una risposta positiva. I rapporti fra i regni georgiani e lo scià rimasero comunque tesi. Tra il 1605 ed il 1606 'Abbas I riconobbe con riluttanza i nuovi re cristiani Teimuraz I di Cachezia e Luarsab II di Cartalia. La maggiore preoccupazione del sovrano safavide era dovuta alla potenziale interferenza de Regno russo in Georgia. Infatti, prima della propria morte, Giorgio X aveva giurato fedeltà allo zar e discusso di un'alleanza matrimoniale russo-georgiana.
Nel 1614 lo scià invase la Georgia orientale con lo scopo di inglobarla totalmente nell'Impero safavide. Questa volta fu aiutato dall'ex mouravi di Tbilisi Giorgi Saakadze, personaggio che, partendo dai ranghi della piccola nobiltà, era riuscito a diventare l'uomo più potente della Cartalia. I persiani destituirono i due re cristiani Teimuraz I e Luarsab II e li sostituirono con due musulmani, Bagrat VII in Cartalia e Jesse, nipote di Alessandro II, in Cachezia. Un periodo di spargimenti di sangue seguì l'invasione persiana. Nel 1615 la rivolta prese il sopravvento nei due regni, mentre Luarsab II e Teimuraz I (rifugiati in Imerezia) riuscirono ad accordarsi con Giorgio III d'Imerezia e con i principi di Guria e Mingrelia per inviare una lettera allo zar Michele di Russia al fine di chiedergli aiuto. Tuttavia, la Russia era appena uscita dal devastante Periodo dei torbidi e non rispose all'appello.
A questo punto Luarsab II si arrese, ma avendo rifiutato di convertirsi all'Islam fu imprigionato ed infine ucciso nel 1622 (stessa sorte toccata due anni dopo alla madre di Teimuraz I, Ketevan). Privi del loro sovrano, i nobili si riunirono attorno a Giorgi Saakadze (in passato alleato dello scià) ed insorsero nel 1625. Il cambio di rotta di Saakadze fu dovuto alla scoperta di un piano persiano volto ad ucciderlo. Il 25 maggio 1625 egli sconfisse i persiani nella battaglia di Martqopi e proseguì la resistenza contro 'Abbas nei mesi successivi, costringendolo a riconoscere lo status regale di Teimuraz I (che molti nobili georgiani volevano come re di tutta la Georgia centro-orientale). Anche la Russia esortò lo scià a riconoscere il sovrano georgiano. Nonostante le vittorie conseguite, l'unità dei nobili georgiani collassò rapidamente. L'opposizione di Saakadze al controllo di Teimuraz sul Regno di Cartalia condusse ad un aspro scontro fratricida che culminò nella battaglia di Bazaleti (fine 1626). Le forze del re ebbero la meglio e Saakadze fu esiliato ad Istanbul.

Lettera di Teimuraz I a Filippo IV

Dopo la morte di 'Abbas I nel 1629, Teimuraz approfittò dell'uccisione del rivale Simone II per incrementare la propria autorità sulla Cartalia. Determinato ad abbattere l'egemonia safavide, Teimuraz inviò il proprio ambasciatore Niceforo Irbachi in Europa occidentale, al fine di richiedere l'aiuto di Filippo IV di Spagna e del papa Urbano VIII. Tuttavia, gli europei erano troppo coinvolti nella guerra dei trent'anni per preoccuparsi delle sorti della lontana Georgia. La pubblicazione del primo libro georgiano stampato, il "Dittionario giorgiano e italiano" (Roma, 1629) di Stefano Paolini e Niceforo Irbachi, fu l'unico risultato di questa spedizione.
Nel 1633 Teimuraz I diede rifugio a suo cognato Daud Khan, beglarbeg di Ganja e Karabakh, che era scampato al giro di vite voluto dallo scià Safi contro la famiglia di Imam-Quli Khan, influente beglarbeg di Fars, Lar e Bahrein. Lo scià rispose all'affronto di Teimuraz dichiarandolo deposto e sostituendolo con il musulmano Rostom (insignito del titolo di wali). Nel 1638, tramite la mediazione di quest'ultimo, Teimuraz fu perdonato dallo scià e reinsediato come re della sola Cachezia. Sotto il regno di Rostom la Cartalia visse un periodo di relativa pace e prosperità. Benché musulmano, il monarca contribuì al restauro della cattedrale di Svetitskhoveli e garantì protezione alla cultura cristiana.
Un ennesimo tentativo di affrancamento dall'influenza safavide si verificò sotto il regno di Giorgio XI. Egli patrocinò l'azione dei missionari cattolici e tenne una corrispondenza con il papa Innocenzo XI, a cui giurò fedeltà.
Nel 1688 Giorgio guidò un colpo di Stato contro il governante persiano della Cachezia e tentò, anche se invano, di guadagnare il supporto ottomano contro il dominio safavide. In risposta a queste azioni lo scià Sulaymān I lo depose e lo sostituì con Eraclio I. Successivamente i rapporti fra Giorgio XI ed i safavidi migliorarono ed egli fu nominato nuovamente re nel 1703. 

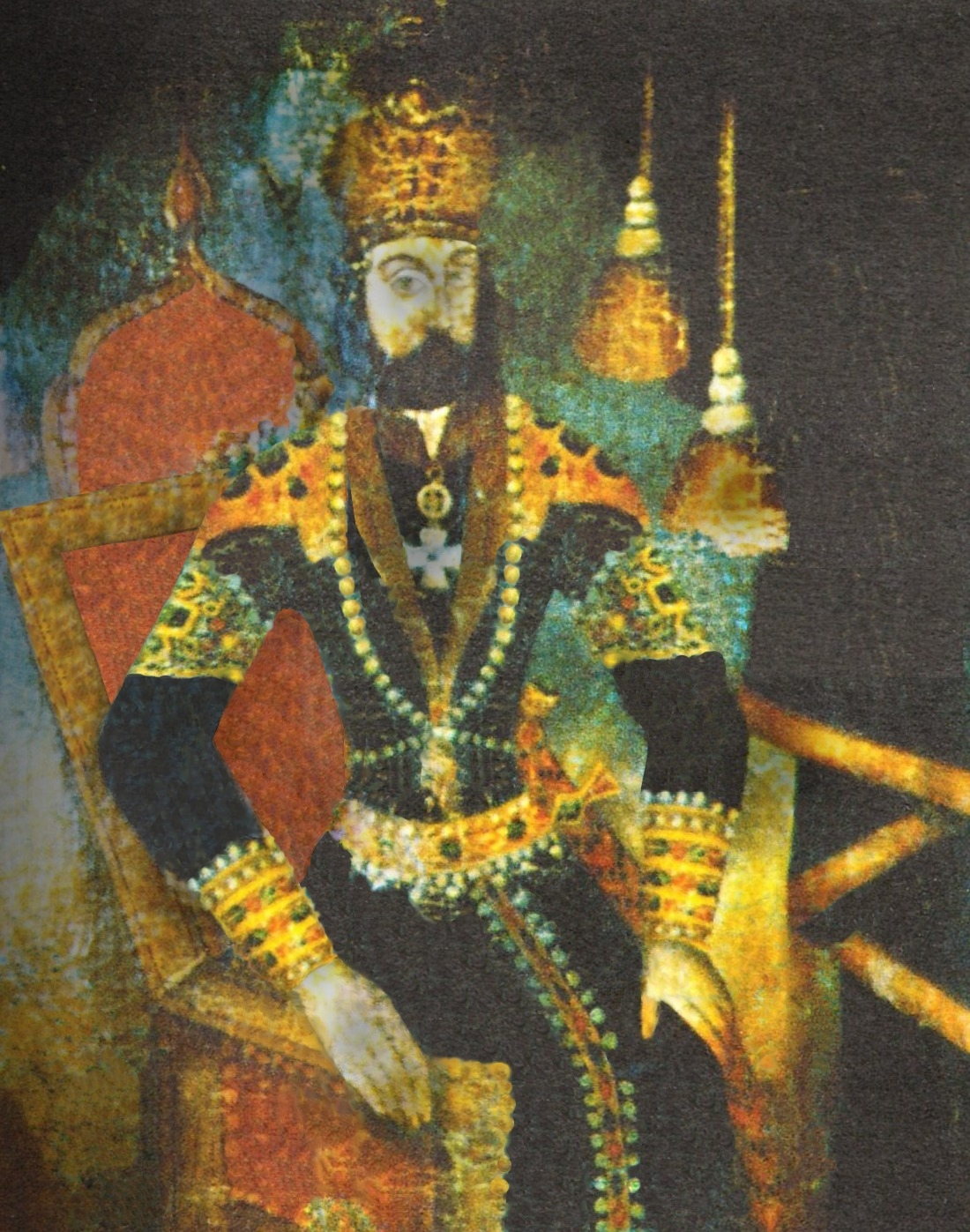
Giorgio XI (1676-1688)

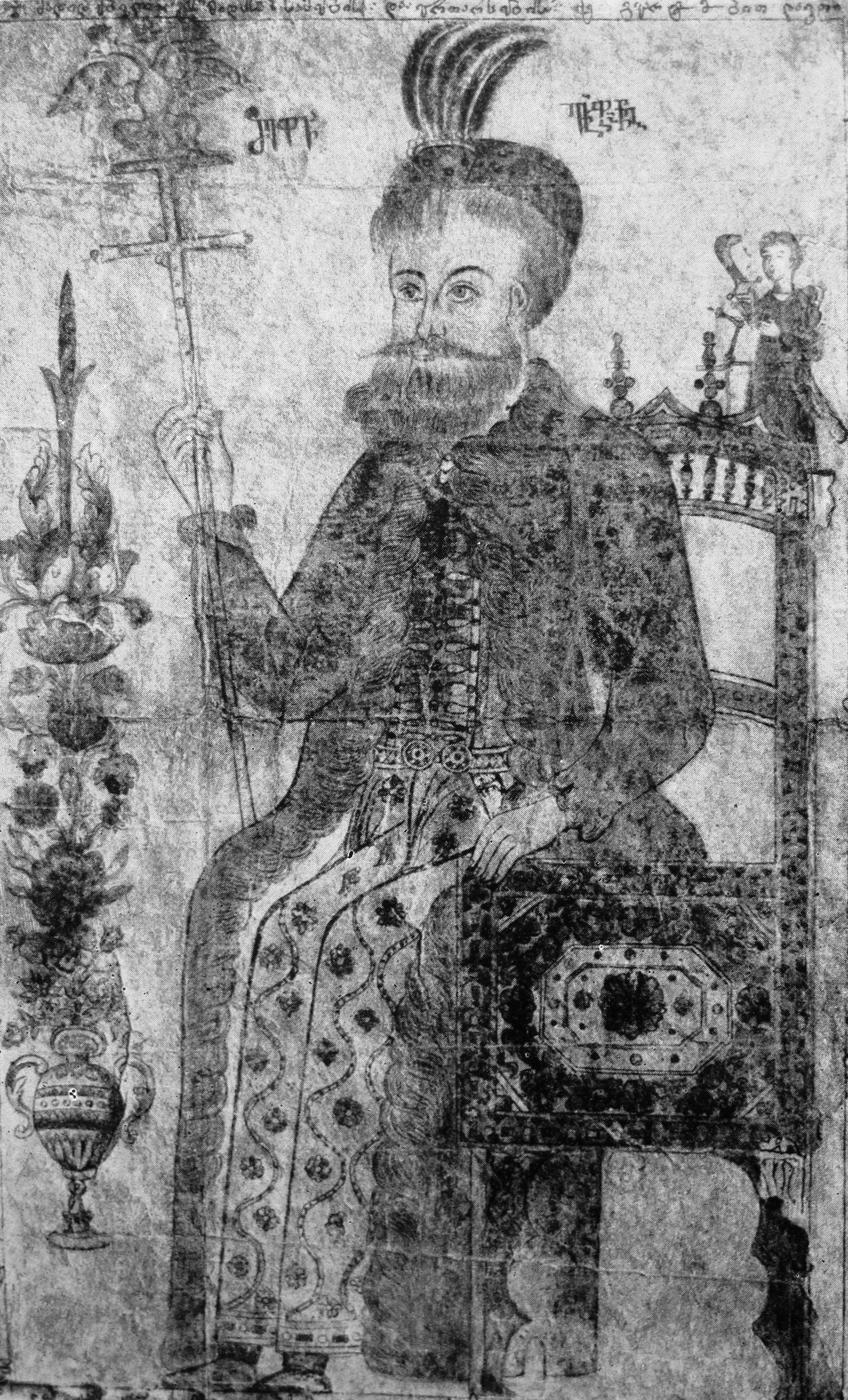
Vakhtang VI (1716-1724)

Giorgio non poté comunque tornare in patria. La reggenza fu quindi affidata al nipote Vakhtang. L'amministrazione di Vakhtang si distinse per le riforme intraprese e per la collezione di leggi ("dasturlamali") compilate tra il 1707 ed il 1709. Nel 1712 Vakhtang fu convocato dallo scià Sulṭān Ḥusayn per essere nominato re di Cartalia. Tuttavia, il sovrano persiano pose come condizione la conversione all'Islam, rifiutata da Vakhtang. Per due anni costui fu prigioniero in Persia, mentre suo fratello Jesse governava a Tbilisi. Per conservare la propria fede, Vakhtang inviò il suo istruito zio e tutore Sulkhan-Saba Orbeliani in Francia per chiedere a Luigi XIV di intercedere a suo favore presso i persiani. La missione di Orbeliani non condusse ad alcun esito politico e Vakhtang si convertì con riluttanza all'Islam nel 1716. Tuttavia, quasi immediatamente dopo, egli prese contatti con l'ambasciatore russo e lo informò sulle sue reali convinzioni religiose. Non molto tempo dopo il suo ritorno in Georgia, Vakhtang dichiarò il suo sostegno all'intervento della Russia in Transcaucasia. Nel 1722 lo zar Pietro I decise di inviare una piccola armata, ma l'invasione si rivelò infruttuosa. Poco tempo dopo Vakhtang fu deposto e costretto a rifugiarsi in Russia, dove morì nel 1737.
Poco dopo l'incursione russa un'invasione ottomana aprì il breve ma opprimente periodo del dominio turco (1723-1735), conosciuto in georgiano con il termine "osmanloba". Tra il 1734 ed il 1735 i persiani guidati da Nadir Shah intrapresero due campagne militari in Transcaucasia e strapparono Tbilisi agli ottomani nell'agosto 1735. Fino alla morte Nadir nel 1747 i persiani furono in grado di mantenere la propria influenza sulla Georgia orientale. Tuttavia, negli anni seguenti la riconquista, il governatore persiano della Cartalia, Khanjal, impose nuove tasse alla popolazione per finanziare le guerre dello scià. Alcuni nobili guidati da Givi Amilakhvari insorsero e diedero vita ad una rivolta. Il re di Cachezia Teimuraz II e suo figlio Eraclio si schierarono dalla parte dei persiani e riuscirono a sedare la rivolta. Come premio, nel 1744 lo scià nominò Teimuraz II re di Cartalia, mentre Eraclio prese il posto del padre sul trono di Cachezia. Ciononostante i persiani continuarono ad esigere nuovi tributi, ma nel 1747 l'uccisione di Nadir e lo scoppio di una guerra civile in Persia diedero ai due sovrani la possibilità di affrancarsi definitivamente dal giogo straniero.

### L'epilogo del regno
Nel 1762 Teimuraz II morì nel corso di una missione in Russia. Suo figlio Eraclio II, già re di Cachezia, ereditò il Regno di Cartalia. Fu così sancita la riunificazione della Georgia centro-orientale nel nuovo Regno di Cartalia-Cachezia, il quale durerà fino al 1801, anno dell'annessione russa.

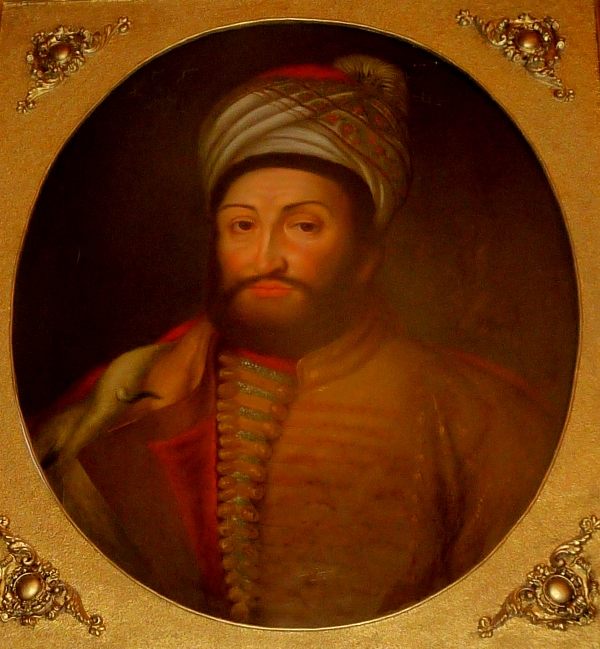
Teimuraz II (1744-1762)

## Re di Cartalia
- Bagrat VI (ბაგრატ VI, Bagrat VI), (1466-1478)
- Costantino II (კონსტანტინე II, Kostantine II), (1478-1505)
- Davide X (დავით X, Davit X), (1505-1525), anche re di Cachezia (1513–1520)
- Giorgio IX (გიორგი IX, Giorgi IX), (1525-1527)
- Luarsab I (ლუარსაბ I, Luarsab I), (1527-1556)
- Simone I (სიმონ I, Simon I), (1556-1569; 1578-1599)
- Davide XI (დავით XI, Davit XI), (1569-1578)
- Giorgio X (გიორგი X, Giorgi X), (1600-1606)
- Luarsab II (ლუარსაბ II, Luarsab II), (1606-1615)
- Bagrat VII (ბაგრატ VII, Bagrat VII), (1615-1619)
- Simone II (სიმონ II, Simon II), (1619 e 1630/1631)
- Teimuraz I (თეიმურაზ I, Teimuraz I), (1631-1633), anche re di Cachezia (1625-1633)
- Rostom (როსტომი, Rostomi), (1633-1658)
- Vakhtang V (ვახტანგ V, Vakhtang V), (1658-1675)
- Giorgio XI (გიორგი XI, Giorgi XI), (1676-1688)
- Eraclio I (ერეკლე I, Erekle I), (1688-1703), ex e futuro re di Cachezia
- Giorgio XI (გიორგი XI, Giorgi XI), (1703-1709), restaurato
  - Vakhtang VI (ვახტანგ VI, Vakhtang VI), (1703-1714 come reggente)
- Kaikhosro (ქაიხოსრო, Kaikhosro), (1709-1711)
- Vakhtang VI (ვახტანგ VI, Vakhtang VI), (1716-1724)
  - Bakar (ბაქარი, Bakari), (1716-1719 come reggente)
- Jesse (იესე, Iese), ultimo Re del Regno di Kartli (1714–1716 - 1724–1727)
- Successivamente confluito nel Regno di Cartalia-Cachezia da Teimuraz II (თეიმურაზ II, Teimuraz II), (1744-1762)